# Масайя, Игнасио
Игнасио Масайя Сантос де Ламадрид (исп. Ignacio Macaya Santos de Lamadrid, кат. Ignasi Macaya i Santos de Lamadrid, 2 декабря 1933, Барселона, Испания — 5 сентября 2006, там же) — испанский хоккеист (хоккей на траве), нападающий. Бронзовый призёр летних Олимпийских игр 1960 года.

## Биография
Игнасио Масайя родился 2 декабря 1933 года в испанском городе Барселона.
Играл в хоккей на траве за «Поло» из Барселоны на протяжении всей карьеры. Шесть раз выигрывал чемпионат Каталонии (1954—1955, 1957—1958, 1960, 1962), шесть раз — Кубок Короля (1957—1960, 1962, 1964), один раз — чемпионат Испании (1958). По другим данным, также играл за «Депортиво» из Таррасы.
В 1960 году вошёл в состав сборной Испании по хоккею на траве на Олимпийских играх в Риме и завоевал бронзовую медаль. Играл на позиции нападающего, провёл 6 матчей, забил 2 мяча (по одному в ворота сборных Швейцарии и Бельгии).
В 1964 году вошёл в состав сборной Испании по хоккею на траве на Олимпийских играх в Токио, занявшей 4-е место. Играл на позиции нападающего, провёл 7 матчей, забил 2 мяча в ворота сборной Австралии.
Умер 5 сентября 2006 года в Барселоне.

## Семья
Двоюродные братья Игнасио Масайи Хоакин Дуальде (1932—2012) и Эдуардо Дуальде (1933—1989) тоже выступали за сборную Испании по хоккею на траве, в 1960 году выиграли бронзовую медаль на летних Олимпийских играх в Риме. Эдуардо Дуальде также в 1964 году участвовали в летних Олимпийских играх в Токио.